# Chillán
Chillán je město v Chile, v regionu Ñuble. Nachází se asi 400 km jižně od hlavního města Santiago de Chile. V současnosti zde žije zhruba 170 000 obyvatel. Město založil v roce 1580 španělský conquistador Martín Ruiz de Gamboa. Narodil se zde Bernardo O'Higgins, chilský národní hrdina. Ve městě působí fotbalový klub CD Ñublense, jeden z nejúspěšnějších klubů v zemi.
Chillán se v nachází v seizmicky aktivní oblasti. Nejničivější zemětřesení postihlo město v roce 1939 a zemřelo při něm asi 30 000 lidí. Velmi silné zemětřesení proběhlo také v roce 2010.

## Doprava
Město je velmi dobře dopravně dostupné. Prochází tudy Panamerická dálnice a s hlavním městem spojuje Chillán též železnice.

## Významní rodáci
- Claudio Arrau (1903–1991), chilský klavírista
- Volodia Teitelboim Volosky (1916–2008), chilský politik a spisovatel